# Skrapar (huyện)
Skrapar là một quận thuộc hạt Berat, Albania. Quận này có diện tích 775 km² và dân số năm 2002 là 29874 người, mật độ 39 người/km².